# Escoville
Escoville és un municipi francès situat al departament de Calvados i a la regió de Normandia. L'any 2007 tenia 728 habitants.

## Demografia

### Població
El 2007 la població de fet d'Escoville era de 728 persones. Hi havia 265 famílies de les quals 48 eren unipersonals (20 homes vivint sols i 28 dones vivint soles), 64 parelles sense fills, 129 parelles amb fills i 24 famílies monoparentals amb fills.
La població ha evolucionat segons el següent gràfic:
Habitants censats

### Habitatges
El 2007 hi havia 273 habitatges, 263 eren l'habitatge principal de la família, 6 eren segones residències i 5 estaven desocupats. 266 eren cases i 7 eren apartaments. Dels 263 habitatges principals, 225 estaven ocupats pels seus propietaris, 33 estaven llogats i ocupats pels llogaters i 4 estaven cedits a títol gratuït; 5 tenien dues cambres, 29 en tenien tres, 86 en tenien quatre i 142 en tenien cinc o més. 208 habitatges disposaven pel capbaix d'una plaça de pàrquing. A 106 habitatges hi havia un automòbil i a 141 n'hi havia dos o més.

### Piràmide de població
La piràmide de població per edats i sexe el 2009 era:
| Homes | Edats   | Dones |
| ----- | ------- | ----- |
| 0     | 95 o +  | 0     |
| 0     | 90 a 94 | 0     |
| 4     | 85 a 89 | 0     |
| 0     | 80 a 84 | 4     |
| 0     | 75 a 79 | 0     |
| 8     | 70 a 74 | 20    |
| 24    | 65 a 69 | 4     |
| 8     | 60 a 64 | 28    |
| 12    | 55 a 59 | 12    |
| 24    | 50 a 54 | 8     |
| 24    | 45 a 49 | 44    |
| 28    | 40 a 44 | 28    |
| 36    | 35 a 39 | 24    |
| 16    | 30 a 34 | 28    |
| 8     | 25 a 29 | 20    |
| 24    | 20 a 24 | 24    |
| 32    | 15 a 19 | 28    |
| 28    | 10 a 14 | 12    |
| 44    | 5 a 9   | 16    |
| 16    | 0 a 4   | 24    |

## Economia
El 2007 la població en edat de treballar era de 470 persones, 360 eren actives i 110 eren inactives. De les 360 persones actives 332 estaven ocupades (176 homes i 156 dones) i 28 estaven aturades (12 homes i 16 dones). De les 110 persones inactives 46 estaven jubilades, 45 estaven estudiant i 19 estaven classificades com a «altres inactius».

### Ingressos
El 2009 a Escoville hi havia 260 unitats fiscals que integraven 736,5 persones, la mediana anual d'ingressos fiscals per persona era de 19.404 €.

### Activitats econòmiques
Dels 13 establiments que hi havia el 2007, 5 eren d'empreses de construcció, 4 d'empreses de comerç i reparació d'automòbils, 1 d'una empresa de serveis, 2 d'entitats de l'administració pública i 1 d'una empresa classificada com a «altres activitats de serveis».
Dels 5 establiments de servei als particulars que hi havia el 2009, 1 era un paleta, 2 fusteries i 2 lampisteries.
L'any 2000 a Escoville hi havia 6 explotacions agrícoles.

## Equipaments sanitaris i escolars
El 2009 hi havia una escola elemental.

## Poblacions més properes
El següent diagrama mostra les poblacions més properes.